# Truppenübungsplatz Senne

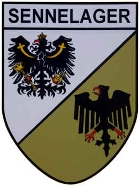
Wappen TrÜbPl Senne

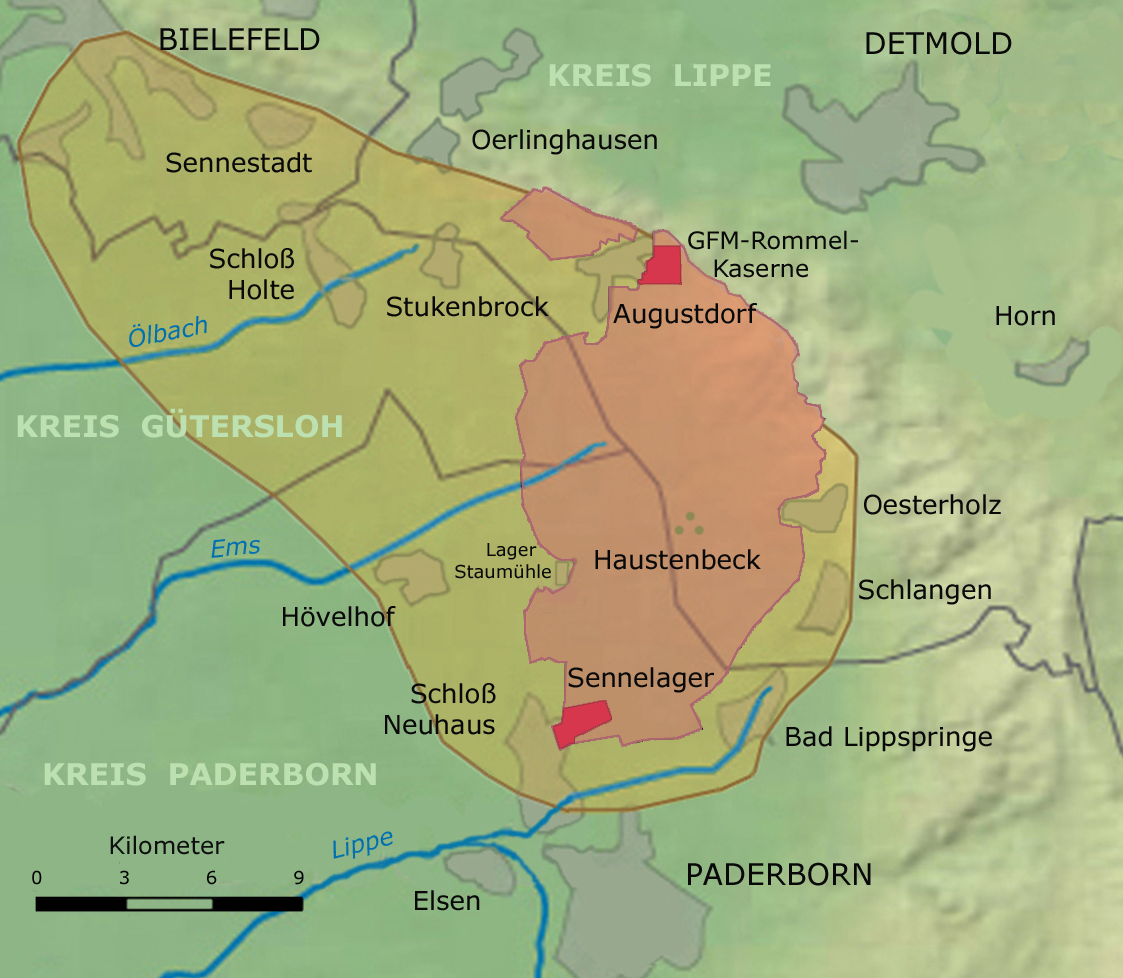
Lage des Truppenübungsplatzes Senne

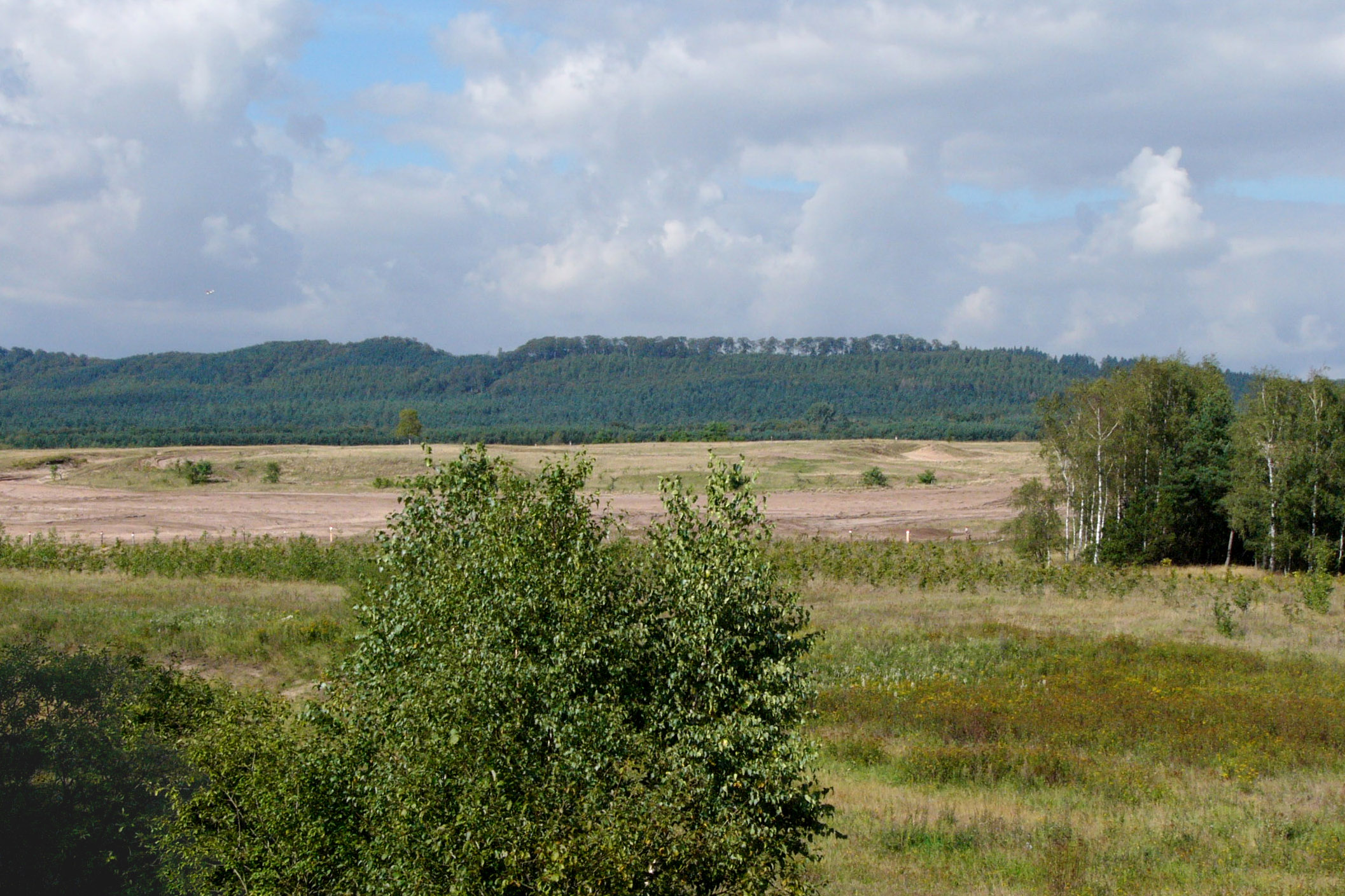
Nordwestlicher Teil des Truppenübungsplatzes (Standortübungsplatz Stapel). Im Hintergrund der Teutoburger Wald

Der Truppenübungsplatz Senne (TrÜbPl Senne) ist ein 116 Quadratkilometer großer Truppenübungsplatz unter britischer Verwaltung in der Senne nördlich von Paderborn in Nordrhein-Westfalen. Das Gebiet ist Eigentum des Bundes, vertreten durch die Bundesanstalt für Immobilienaufgaben. Die militärische Nutzung begann Ende des 19. Jahrhunderts.

## Lage
Der Truppenübungsplatz liegt nördlich von Paderborn, am Westrand des Teutoburger Waldes inmitten der Senne zwischen 113 m und 382 m ü. NHN. Zum Truppenübungsplatz-Senne gehört auch der nördlich von Augustdorf gelegene etwa 550 Hektar große Standortübungsplatz Stapel. Folgende Städte- und Gemeindegebiete ragen in den Truppenübungsplatz hinein, im Norden beginnend im Uhrzeigersinn: Augustdorf, Detmold, Schlangen (Kreis Lippe), Bad Lippspringe, Paderborn, Hövelhof (Kreis Paderborn) und Schloß Holte-Stukenbrock (Kreis Gütersloh).

## Landschaftsbild

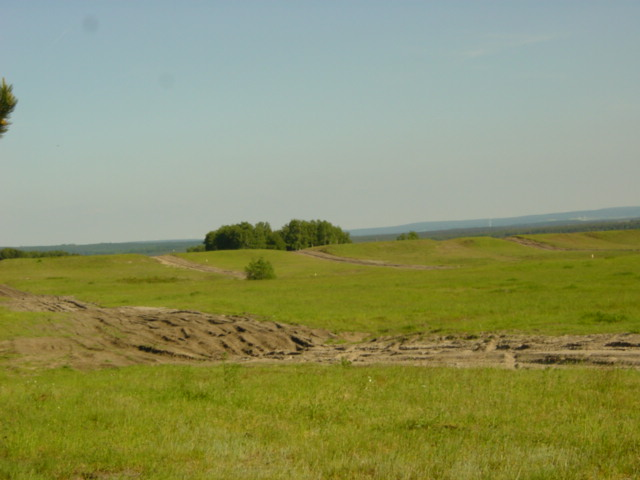
Typische Landschaft auf dem Truppenübungsplatz: Klar zu erkennen sind die Panzerfahrspuren.

Der Truppenübungsplatz ist etwa zur Hälfte mit Wald bedeckt, wovon der überwiegende Teil aus Nadelwald besteht. Etwa 2900 Hektar des Platzes sind mit Heide bedeckt. Die Heideflächen werden seit 1959 zu einem Großteil maschinell durch die Geländebetreuungsstelle Senne des Bundesforstbetriebes Rhein-Weser gepflegt. Diese Pflegeeingriffe dienen der Erhaltung des Landschaftsbildes für den militärischen Übungsbetrieb und werden durch die Britischen Streitkräfte in Deutschland refinanziert. Ergänzend unterhält die Biologische Station Kreis Paderborn-Senne seit 1987 eine etwa tausendköpfige Heidschnuckenherde auf dem Truppenübungsplatz, außerdem sind in den Wintermonaten ehrenamtliche Landschaftspfleger der Biostation im Einsatz, um die Heide zu erhalten, da sie sonst verwalden würde. Im Süden des Platzes befinden sich auch Sumpfflächen, der Rest ist Grünland. Auf dem Truppenübungsplatz entspringen, von Nord nach Süd, der Bärenbach, Krollbach, Knochenbach, Haustenbach, Roter Bach, Mömmenbach, Grimke und Lutter. Ganz im Süden fließt auch die Strothe durch den Truppenübungsplatz. Einige der Bäche, insbesondere der Haustenbach, haben sich im Lauf der Zeit in bis zu zehn Meter tiefe Täler eingegraben. Der Krollbach und der Knochenbach setzen sich oberhalb ihrer Quellen noch einige Kilometer als Trockentäler fort. Der Truppenübungsplatz befindet sich überwiegend leicht wellig im Flachland nach Osten leicht ansteigend, wobei er im Teutoburger Wald aber bis auf 382 m ü. NHN ansteigt.
2018 wurde das Wolfsgebiet Senne-Eggegebirge ausgewiesen. Seit 2020 wurden dauerhaft angesiedelte Wölfe im Bereich des Truppenübungsplatzes nachgewiesen.

## Geschichte

### Vorgeschichte 1817–1881
Am 24. Februar 1817 forderte das „General-Commando“ in Münster die Königliche Regierung in Minden auf, für die jährlich abzuhaltenden Manöver mehrere schickliche Plätze zu benennen, wo verschiedene Truppen zusammenrücken und auch exerzieren könnten. Die Größe dieser Plätze solle in alle Richtungen nicht unter 1600 Schritt betragen.

### Kavallerieplatz-Exerzierplatz 1881/82
Seit 1820 waren Paderborn und Neuhaus bereits Kavallerie-Garnisonen. Ab 1851 waren hier mehrere Eskadronen des 1. Westfälischen Husaren-Regiments Nr. 8 (vgl. 15. (Preußisches) Reiter-Regiment und Offizier-Reitschule in Paderborn) stationiert. Für deren Übungen wurde 1881 südlich der Strothe am Diebesweg Gelände für die Anlegung eines Kavallerie-Exerzierplatzes angekauft, dieser hatte damals eine Größe von 15 Hektar.

### Kavallerie-Übungsplatz 1888–1890
1888 wurde beim Kriegsministerium in Berlin die Erweiterung des bisherigen Exerzierplatzes zu einem Kavallerie-Übungsplatz mit einer Größe von 400 Hektar beantragt. Die Erweiterung fand noch im gleichen Jahr statt.

### Truppenübungsplatz 1892–1936

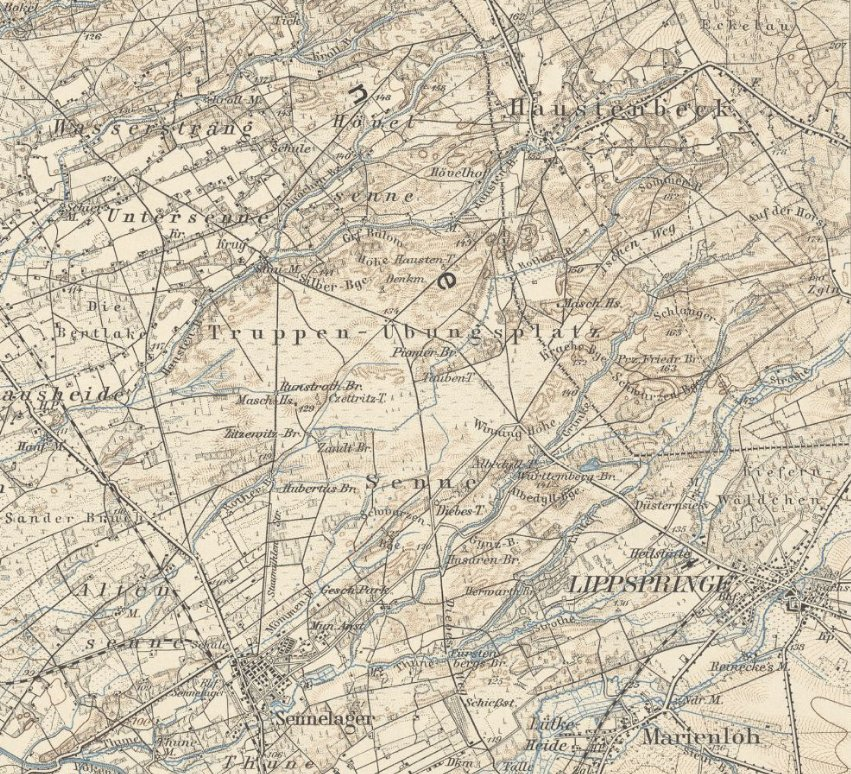
Truppenübungsplatz Senne um 1895

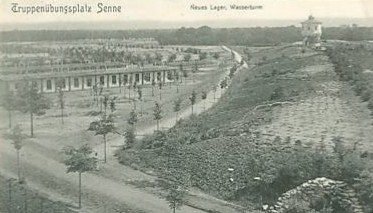
Truppenübungsplatz mit Wasserturm auf einer Ansichtskarte 1906

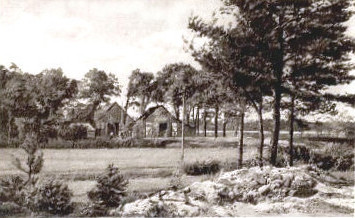
Truppenübungsplatz, 1916

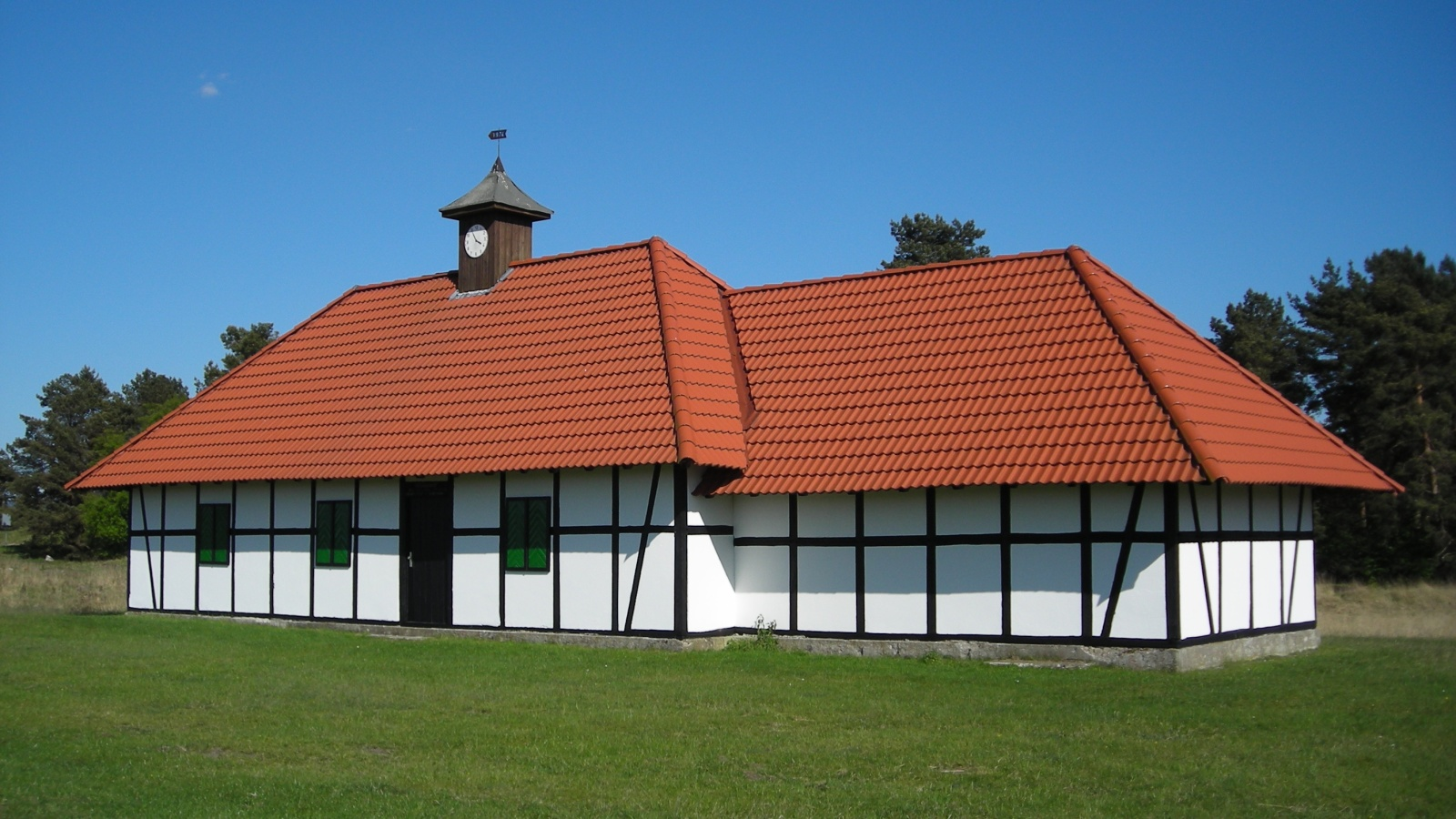
Heidebahnhof

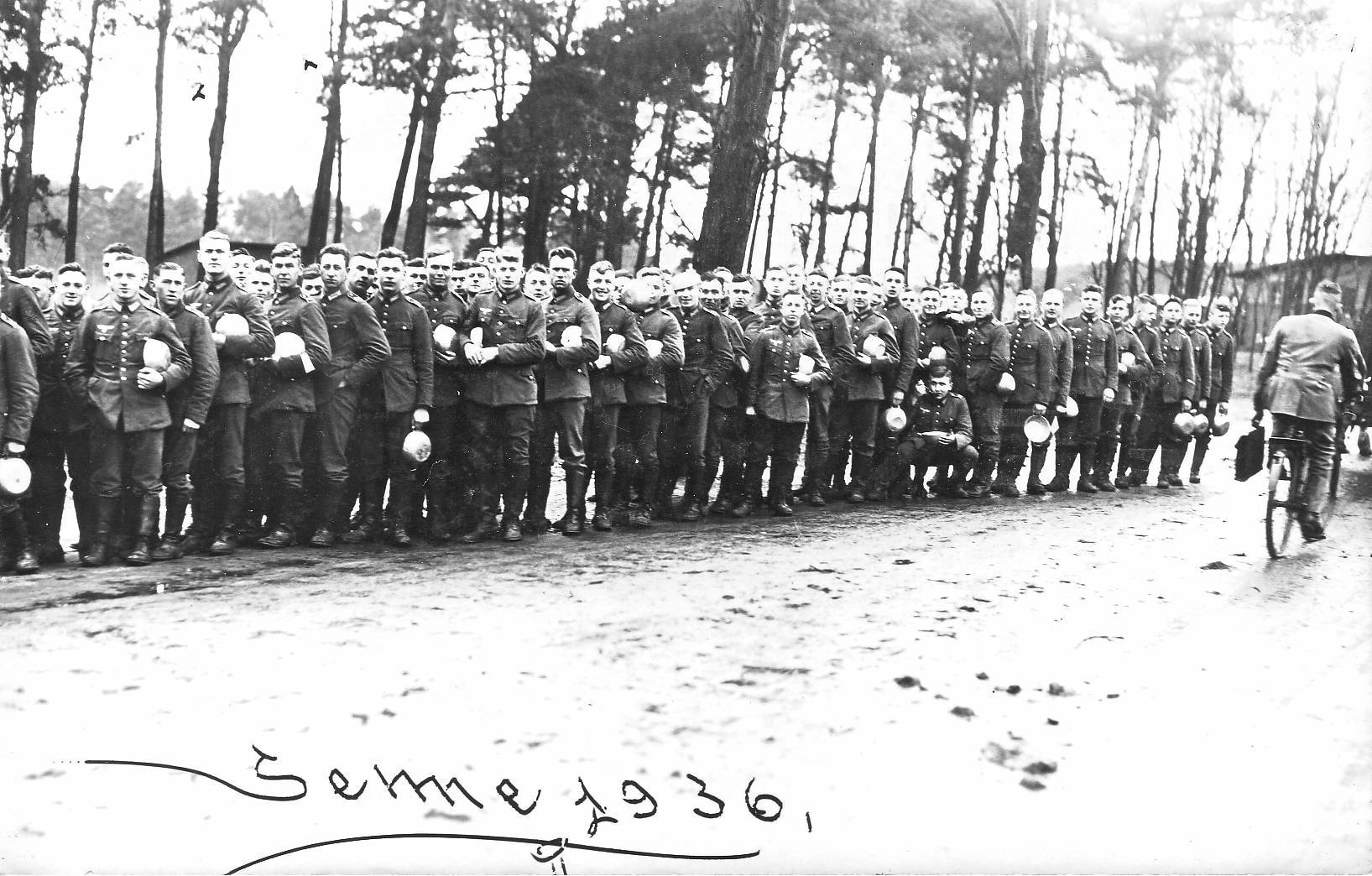
Wehrmachtsoldaten 1936 bei der Verpflegung

Fast übergangslos erfolgte ab 1891 die Erweiterung des bisherigen Kavallerie-Übungsplatzes zu einem Truppenübungsplatz.
1891 bestimmte die Königlich Preußische Armee die Senne als Standort eines „Allgemeinen Militärübungsplatzes“, der 1892 in Betrieb genommen wurde, zunächst etwa 35 Quadratkilometer der Senneregion umfasste und vom VII. Armeekorps mit Stab in Münster eingerichtet wurde. Dabei wurden überwiegend unbesiedelte Flächen zum Sperrgebiet, dennoch mussten 49 Haus- und Hofbesitzer ihre Heimat verlassen. Ebenfalls ab 1892 entstand im Norden der Gemeinde Neuhaus eine neue Kaserne für die übende Truppe, zunächst nicht mehr als aus Zelten bestehend, das spätere Südlager, die danach ständig erweitert wurde und es entwickelte sich der neue Ortsteil Sennelager. Ab 1901 wurde ein weiteres Lager, das Neue Lager – nicht zu verwechseln mit der später kurzzeitig auch als Neues Lager bezeichneten GFM-Rommel-Kaserne bei Augustdorf – angelegt, das nun in Steinbauweise angelegt wurde.
Ab 1914 entstand am Haustenbach etwa fünf Kilometer nördlich von Sennelager das Lager Staumühle. Neben der Funktion als Gefangenenlager im Ersten Weltkrieg wurden ab 1916 im Lager Staumühle Reserve-Infanterieregimenter aufgestellt und diente der Ausbildung des Offizierskorps. Als Kriegsgefangenenlager diente auch das im Weltkrieg angelegte Waldlager bei Sennelager. Nach dem verlorenen Krieg wurde die Übungstätigkeit zunächst vermindert, da die Reichswehr auf 100.000 Mann begrenzt war. Das Lager Staumühle diente in der Zeit von 1925 bis 1932 als Kinderdorf.
Ab 1928 entstand im nördlichen Anschluss an das Südlager auf einer Fläche von 70 Hektar eine Munitionsanstalt. Bis 1935 gehörte die „Muna“ als Zweigstelle zur Heeres-Munitionsanstalt in Scheuen bei Celle. Danach erhielt sie eine eigene Verwaltung und wurde weiter ausgebaut. Am 23. Februar 1945 wurde die Muna erstmals bombardiert, am 29. März stellte sie den Betrieb ein und am Ostersonntag, den 2. April 1945, ab etwa 16 Uhr wurde die Muna gesprengt. Durch die Druckwelle gingen bis ins acht Kilometer entfernt liegende Schlangen Fensterscheiben zu Bruch.
Ab 1935 wurde das Lager Staumühle und der gesamte militärische Komplex rund um die Senne massiv ausgebaut; Staumühle fasste jetzt Truppen in Regimentstärke und mehr. Im gleichen Jahr wurde an der Kreuzung Panzerstraße und Alte Bielefelder Poststraße der sogenannte Heidebahnhof errichtet, welcher eine funktionslose Gebäudeattrappe ist und als Landmarke dient. Der Heidebahnhof wurde 1974 durch das Truppenübungsplatz-Kommando der Bundeswehr restauriert.
Bis 1936 wurde der Übungsplatz in mehreren Etappen auf etwa 41 Quadratkilometer erweitert, wobei ab 1934 südlich vom Haustenbeck am Roten Bach auch eine Panzerversuchsstation, die auch ein Tauchbecken für Panzer hatte, gebaut wurde. Diese nahm als Panzerversuchsanstalt in der Wüstung Haustenbeck 1935 ihren Dienst auf und wurde auch als Panzerversuchsstation 96 bekannt.

### Erweiterungen 1937–1945

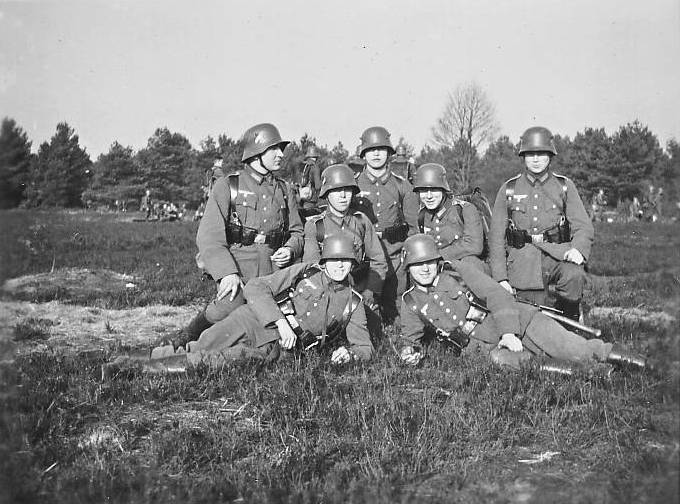
Sieben Wehrmachtsoldaten im Heidekraut 1937 in der Senne

Das Reichsamt für Landbeschaffung erteilte 1936 der Reichsumsiedlungsgesellschaft Ruges in Berlin, die im gesamten Reichsgebiet damit beauftragt war, Ankäufe für Kasernenanlagen und Truppenübungsplätze zu tätigen, die Order, eine Zweigstelle in Sennelager einzurichten.
Mit Erlass vom Oberkommando des Heeres vom 21. Januar 1937 wurde weiteres Gelände zwischen Augustdorf und Haustenbeck als Landwehrübungsplatz in den Truppenübungsplatz einverleibt, in Augustdorf entstand eine weitere Kaserne, das Nordlager. Damit lag Haustenbeck wie ein Schlauch zwischen den beiden Übungsplatzbereichen, was für den Übungsbetrieb sehr hinderlich war. Nachdem 1935 bereits zwei Hofstätten im Süden von Haustenbeck hatten geräumt werden müssen, wurde 1938 beschlossen, das gesamte Dorf Haustenbeck aufzukaufen. Bis Ende 1939 war fast das gesamte Dorf geräumt. Danach sollte der Truppenübungsplatz auch in Richtung Hövelhof und Stukenbrock-Senne erweitert werden. In Übereinkunft mit der Truppenübungsplatzkommandantur war das Ankaufgebiet von Süd nach Nord, am Haustenbach beginnend, in drei Ankaufzonen aufgeteilt worden. Zone eins und zwei konnten noch abgeschlossen werden, Zone drei konnte aber aufgrund des fortschreitenden Zweiten Weltkrieges und mangels anderweitiger Unterbringungsmöglichkeiten nicht mehr abgeschlossen werden, so dass ein Großteil der Bewohner von Hövelsenne und auf Stukenbrocker Gebiet vorläufig in ihren Häusern wohnen bleiben konnten. Ebenfalls konnten die Bewohner des erst ab 1932 errichten Heimathofes mit den dazugehörigem Besitztümern, eine Einrichtung der v. Bodelschwinghschen Anstalten wohnen bleiben, konnten aber ihre Landwirtschaftlichen Tätigkeiten nur noch sehr eingeschränkt ausüben.
Ebenfalls ab 1936 entstand nördlich von Augustdorf der Übungsplatz Stapel, hier musste nur ein Anwesen geräumt werden. In die Erweiterung des Truppenübungsplatzes fielen auch rund 1270 Hektar Forstflächen des Teutoburger Waldes. 1941 entstand am Nordwestrand des Truppenübungsplatzes in Stukenbrock-Senne das Kriegsgefangenenlager Stalag 326. In diesem Lager kamen bis zur Befreiung 1945 nach ungesicherten Zahlen etwa 65000 überwiegend sowjetische Kriegsgefangene ums Leben. Auch im Lager Staumühle wurden ab 1941 vorwiegend sowjetische Kriegsgefangene untergebracht.
Zu Ende des Zweiten Weltkriegs fiel der Truppenübungsplatz an die US-Armee. Abwehrkämpfe bei Augustdorf in der Dörenschlucht durch u. a. SS-Einheiten konnten die in den Raum Senne eingedrungene 3. US-Panzerdivision in der „Panzerschlacht bei Paderborn“ nicht zurückwerfen, obwohl deren Kommandeur General Rose in der Nähe von Schloss Hamborn gefallen war. Im Internierungslager Staumühle sowie im ehemaligen Stalag 326 errichtete man nach dem Krieg ein Internierungslager für führende Nationalsozialisten aus der Britischen Besatzungszone. Auch im Nordlager waren bis zu ihrer Repatriierung ehemalige Kriegsgefangene untergebracht.

### Der Truppenübungsplatz nach 1945

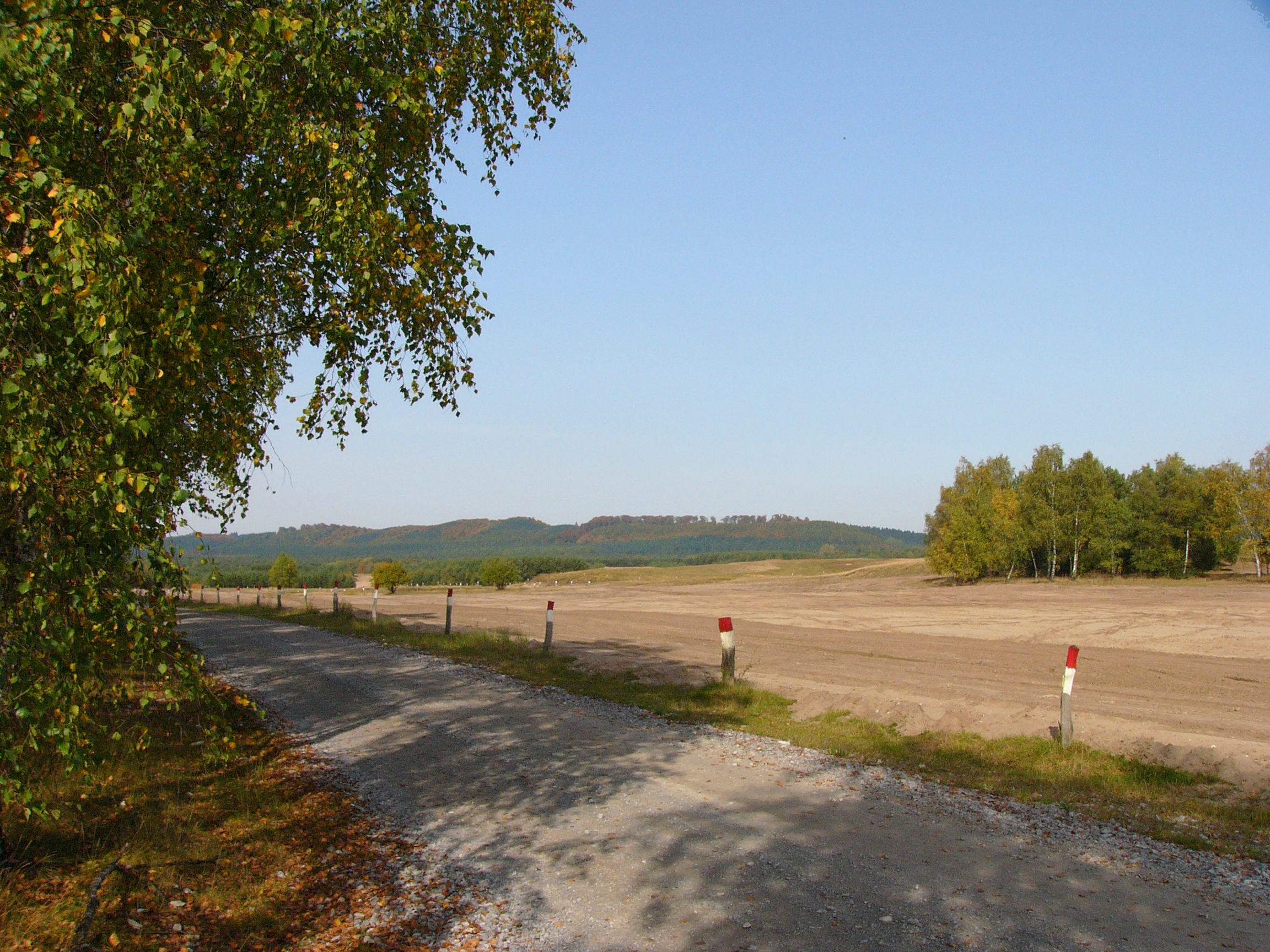
Standortübungsplatz Stapel

Nachdem der Truppenübungsplatz am 3. April 1945 zunächst in die Hände der United States Army gefallen war, übernahm am 1. August 1945 die britische Besatzungsmacht den Truppenübungsplatz und requirierte weiteres Gelände im Norden von Oesterholz sowie weite Teile des Teutoburger Waldes bis in die Nähe der Orte Berlebeck und Hiddesen einschließlich des Geländes um das Jagdschloss Lopshorn und das Forsthaus Hartröhren, die beide am 11. Juni 1945 durch Brandstiftung umherziehender ehemaliger sowjetischer Kriegsgefangener ein Raub der Flammen wurden. Nachdem 1945 in und um Paderborn alle Wehrmachtskasernen von der britischen Armee übernommen worden waren, bauten die Briten im Jahre 1951 am Südrand des Truppenübungsplatzes eine weitere Kaserne zur Unterbringung eines Panzerregiments. Sie erhielt den Namen Athlone Barracks. Ebenfalls entstanden bis 1951 in Sennelager auf dem Truppenübungsplatz, in der Nähe von Thune und Grimke, etwa 200 Wohnungen für verheiratete britische Soldaten und deren Familien.
Bis 1955 wurde der zum südlichen Teil des Truppenübungsplatzes gehörende Flugplatz Bad Lippspringe von den Vorgängervereinen der Luftsportgemeinschaft Paderborn mit genutzt. Es wurde dort Segelflug und Motorflug betrieben. Nach dem Wegzug der Luftsportgemeinschaft auf den damals noch existierenden Flugplatz Paderborn-Mönkeloh wurde der Platz ausschließlich von der RAPA, der Rhein Army Parachute Association, einer von zwei Betreuungs- und Ausbildungseinrichtungen der britischen Streitkräfte für den Fallschirmsport, genutzt. Hauptsächlich fanden dort bis 2017 Fallschirmabsprünge und die dazugehörigen Absetzflüge statt. Zurzeit ist der Flugplatz außer Dienst gestellt und wird nicht genutzt.
Ab 1956 übte als erste deutsche Truppeneinheit ein Grenadierbataillon aus Höxter wieder in der Senne. 1957 bezog der erste Verbindungsoffizier der Bundeswehr das britische Truppenübungsplatz-Hauptquartier in Sennelager. Nachdem der Truppenübungsplatz von der neugegründeten Bundeswehr mit benutzt wird, wurde eine Neuordnung der Schießbahnen angeordnet, so erhielten die Schießbahnen, die zuvor alle englische Namen trugen, jetzt Buchstaben. Ende der 50er Jahre wurden große Bereiche des Teutoburger Waldes an ihre Besitzer wieder zurückgegeben, nur das Gebiet um Lopshorn und Hartröhren bei Oesterholz blieb innerhalb des Truppenübungsplatzes. Ebenfalls wurde 1960 in Schloß Neuhaus, im Bereich Thuner Weg und Habichtsee, Gelände an die Gemeinde zurückgegeben, die dort anschließend Bauland schaffte.
So hoffte man um 1960 auch in Hövelsenne auf Freimachung des Geländes zumindest bis zur sogenannten Brunnenreihe. Diese Hoffnung erfüllte sich nicht, denn es sollte die noch zu Kriegszeiten geplante Grenze endgültig festgelegt werden. Dies führte zu großem Protest der in dem betroffenen Bereich lebenden Bevölkerung, wobei schließlich am 20. Juli 1960 der damalige Verteidigungsminister Franz Josef Strauß zusammen mit dem heimischen Bundestagsabgeordneten Rainer Barzel und dem damaligen Detmolder Regierungspräsidenten Gustav Galle zu Verhandlungen in der Senne weilte und sich das betroffene Gebiet auch vom Hubschrauber aus anschaute. Schließlich einigte man sich als Kompromiss auf die sogenannte Barzel-Linie, benannt nach dem damaligen Paderborner Bundestagsabgeordneten Rainer Barzel, etwa einen Kilometer westlich des Mittweges/Brunnenreihe gelegen. Das bedeutete die Rettung für den Großteil von Stukenbrock-Senne, aber das Aus für Hövelsenne. Grund dafür, dass damals ein Großteil von Stukenbrock-Senne aus der geplanten Erweiterung des Truppenübungsplatz herausgenommen wurde, ist, dass bei Umsetzung der ursprünglichen Pläne der sowjetische Ehrenfriedhof innerhalb des Truppenübungsplatzes gelegen hätte, was vermieden werden sollte. Damit mussten die Bewohner, die ihre Heimat jetzt endgültig auf dem Gebiet des Truppenübungsplatz hatten, umgesiedelt werden. Geräumt wurden bereits 1959 der Heimathof, eine Einrichtung der v. Bodelschwinghsche Anstalten Bethel, bis 1971 die Randsiedlung-Haustenbeck westlich von Oesterholz gelegen, bis 1972 zahlreiche Einzelgebäude auf dem östlichen Stukenbrock-Senner Gebiet, sowie bis 1974 fast das gesamte Dorf Hövelsenne. Nachdem die Bewohner die Gebiete verlassen hatten, wurden dort mehrere Schießbahnen sowie im Westen und Norden die Panzerstraße von Staumühle an der Generalfeldmarschall-Rommel-Kaserne vorbei zum Standortübungsplatz Stapel errichtet. Seit 1962 umfasst der Truppenübungsplatz etwa 116 Quadratkilometer und zählt damit zu den mittelgroßen Truppenübungsplätzen in Deutschland.
Am 26. Juni 1963 ereignete sich ein schwerer Unfall auf dem Truppenübungsplatz. Eine Transportmaschine der belgischen Luftwaffe wurde von einer Mörsergranate getroffen und stürzte ab. Bei diesem Unglück starben 38 Soldaten. Neun Fallschirmjäger konnten sich aus der abstürzenden Maschine retten.
Im Herbst 1989 wurden im Lager Staumühle mit Unterstützung der Bundeswehr aus Augustdorf 1360 Flüchtlinge aus der DDR aufgenommen.

### Heutige Nutzung
Der Truppenübungsplatz wird heute weiterhin von den Britischen Streitkräften in Deutschland in Paderborn gemäß NATO-Truppenstatut betrieben, die dort bis 2019 noch etwa 3000 Soldaten an vier Standorten stationiert hatten. Aktuell unterhalten die Britischen Streitkräfte noch die Normandy-Kaserne, das alte Südlager, wo sich auch die Truppenübungsplatzverwaltung befindet, und die Athlone-Kaserne am Südrand des Platzes, wo sich Truppenunterkünfte und Fahrzeuglager befinden. Darüber hinaus unterhält die Bundesanstalt für Immobilienaufgaben hier am Südrand auf einem Gebiet das offiziell zum TÜP gehört weiterhin etwa 400 Wohnungen, die den britischen Streitkräften zur Verfügung stehen. Aktuell sind hier etwa 300 Mann fest stationiert. Hinzu kommen noch mehrere Hundert Familienangehörige. Darüber hinaus kommen jährlich bis zu 10.000 wechselnde Britische und Gaststreitkräfte fast aller anderen NATO-Staaten zu Übungen in die Senne, die dann in den beiden Kasernen stationiert sind.
Am Westrand des Truppenübungsplatzes befindet sich weiterhin das Lager Staumühle. Es befindet sich im Eigentum der Bundeswehr und war nicht ständig mit Truppen belegt, wurde aber bis 2015 durch Truppen fast aller NATO-Staaten insbesondere der Benelux-Staaten genutzt. Von 2015 bis 2018 diente das Lager Staumühle als Asylbewerberheim, danach wurde das Lager nicht mehr benutzt. Auf einem Teil des ursprünglichen Lager-Geländes befindet sich die Justizvollzugsanstalt Hövelhof. Das Gelände des ehemaligen Stalag 326 bei Stukenbrock wurde später Standort des Polizeiausbildungsinstituts „Erich Klausener“ und liegt heute außerhalb des Übungsplatzes.

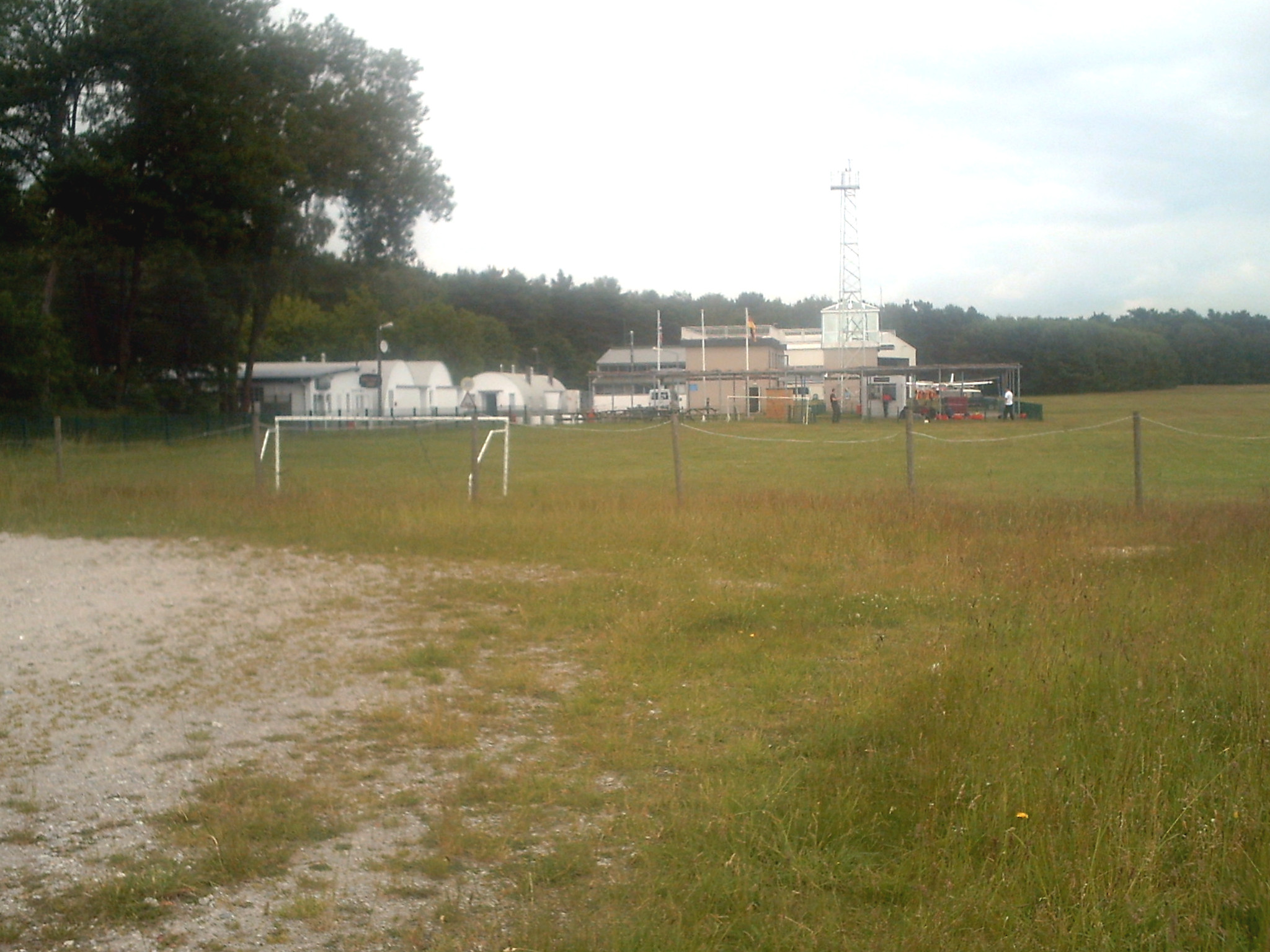
Gebäude des Sonderlandeplatzes

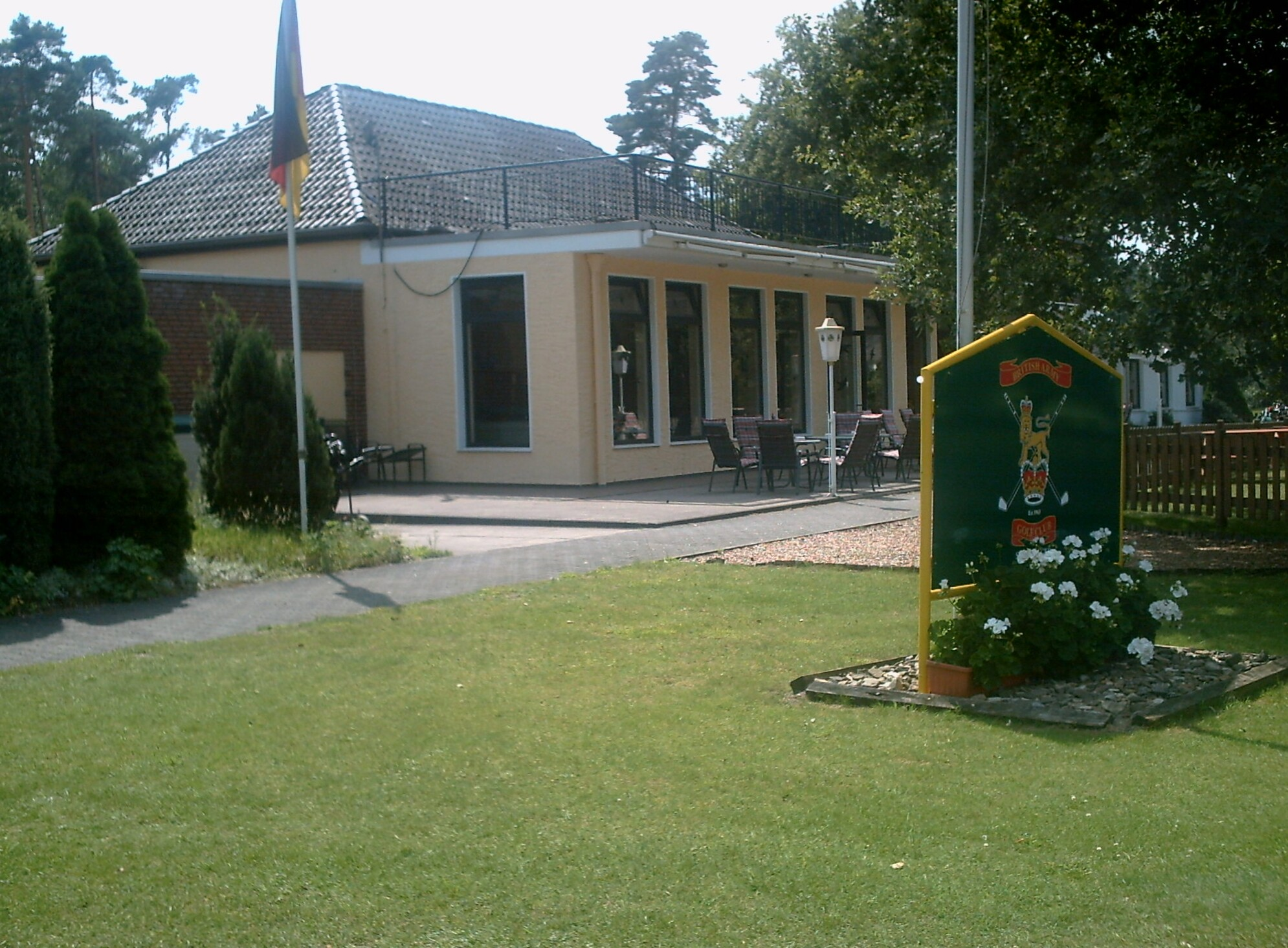
Clubhaus des Golfplatzes

Am Nordrand des Truppenübungsplatz befindet sich in Augustdorf die Generalfeldmarschall-Rommel-Kaserne der Bundeswehr, das alte Nordlager. Die dort stationierten Einheiten, u. a. die Panzerbrigade 21, nutzen aber hauptsächlich den Standortübungsplatz Stapel, der als Panzerübungsgelände ohne scharfen Schuss genutzt wird, und sich nördlich vom Augustdorf befindet. Die Bundeswehr nutzt aber auch den gesamten Übungsplatz gegen Bezahlung für Übungen und scharfes Schießen. Die Interessen der Bundeswehr nimmt der Deutsche Militärische Vertreter bei der Truppenübungsplatzkommandantur (DMV TrÜbPlKdtr) wahr. Diese Dienststelle ist dem Unterstützungskommando der Bundeswehr unterstellt und gehört zum „Bereich Truppenübungsplatzkommandantur NORD“.
Außerdem wird der Truppenübungsplatz zeitweilig auch durch Truppen aller anderen NATO-Staaten genutzt. Die Hauptnutzung des Platzes ist die Nutzung als Infanterieschießplatz, wobei sich die Schießbahnen am Platzrand befinden und von dort nach innen geschossen wird. Ebenso kommen auf dem Truppenübungsplatz schwere Panzerwaffen zum Einsatz. Außerdem befinden sich auf dem Übungsplatz mehrere Anlagen zum Häuserkampf, darunter eine Anlage die einem Dorf in Nordirland nachempfunden ist.
Der am Südrand gelegene Flugplatz Bad Lippspringe wurde von 1964 bis 2017 von der Rhine Army Parachute Association für den Fallschirmsprungbetrieb genutzt, die auch Sprünge für Privatleute angeboten hat.
In unmittelbarer Nachbarschaft des Flugplatzes liegt der bereits 1963 von den Briten erbaute und inzwischen auf 27 Spielbahnen erweiterte Golfplatz des British Army Golf Club Sennelager. Diese Sportanlage steht auch deutschen Mitgliedern und Gastspielern zur Verfügung.

## Zukunft
Einer umstrittenen Planung zufolge wollten die Briten in der Senne einen zweistelligen Millionenbetrag in den Truppenübungsplatz investieren. So sollten 39 Kilometer Sand- und Schotterpisten für Panzer in eine betonierte Panzerstraße umgewandelt und sechs weitere Übungsdörfer gebaut werden. Darüber hinaus sollten zwei künstliche Tunnelsysteme, in denen Sondereinheiten den Kampf in Höhlen üben können, gebaut werden. Am 18. Februar 2009 wurden die sieben Anrainerkommunen sowie die drei Kreise, die vom Truppenübungsplatzes berührt sind, darüber in Kenntnis gesetzt. Die Bauarbeiten sollten ursprünglich im September 2009 beginnen und bis Ende 2012 abgeschlossen sein. Die Naturschutzverbände in Ostwestfalen-Lippe sprachen sich dagegen aus und schlossen sich zu einem Aktionsbündnis zusammen.
Presseberichten zufolge wurde der Bau der Dörfer aus finanziellen Gründen auf unbestimmte Zeit verschoben. Im Bereich der ehemaligen Randsiedlung Haustenbeck wurden lediglich ein einem Fort ähnelndes Gebilde sowie ein Schießhaus in Holzbretterbauweise errichtet. Als die Baugenehmigung für die geplanten Anlagen vorlag, wollten die Briten mit dem Bau beginnen, nachdem im Oktober 2009 noch über finanzielle Hindernisse berichtet worden war.
Im Gegensatz zu den vorherigen Planungen, die einen Verbleib der britischen Truppen bis ins Jahr 2035 vorsahen, kündigte Premierminister David Cameron am 19. Oktober 2010 an, dass der Abzug aus Deutschland bereits bis 2020 erfolgen soll. Die Ausbaupläne wurden aufgegeben. Im Juli 2018 wurde bekannt, dass der Truppenübungsplatz Senne sowie Sennelager auch nach dem Abzug mit 200 Soldaten bestehen bleibt.
Die Nutzung auf dem Truppenübungsplatz prognostiziert der oberkommandierende General der britischen Truppen, Richard Clements, im September 2019 bei seinem Abschiedsbesuch mit 40 Übungswochen pro Jahr, von denen die britischen Streitkräfte 22 Wochen, die Bundeswehr zehn bis zwölf und andere NATO die verbleibenden Wochen abdecken würden.
Durch die Sperrung oder geringe Nutzung weiter Teile des Militärgebiets in der Senne hat sich dort im Laufe der Jahrzehnte eine vielfältige Flora und Fauna entwickelt, die in dieser Form einzigartig ist. Die Landesregierung plante seit den 1990er Jahren, das Gebiet des Truppenübungsplatzes nach Einstellung der militärischen Nutzung in einen künftigen Nationalpark Senne-Egge bzw. Nationalpark Teutoburger Wald (unter Einschluss umliegender Waldgebiete im Naturpark Teutoburger Wald/Eggegebirge) zu überführen. Allerdings gilt die Idee eines Nationalparks als unrealistisch, da die Widerstände der Bevölkerung und des ehemaligen Fürstenhauses zu groß waren und ein Ende der militärische Nutzung der Senne auch weiterhin nicht absehbar ist. Das Projekt scheiterte endgültig im Herbst 2012, nachdem eine vom Kreis Lippe angestoßene Schlichtung mit örtlichen Gegnern des Vorhabens erfolglos geblieben war.
Den Wiederaufbau des Schlosses Lopshorn in der Senne bei Augustdorf plant die 2003 gegründete Initiative Wiederaufbau Schloss Lopshorn.

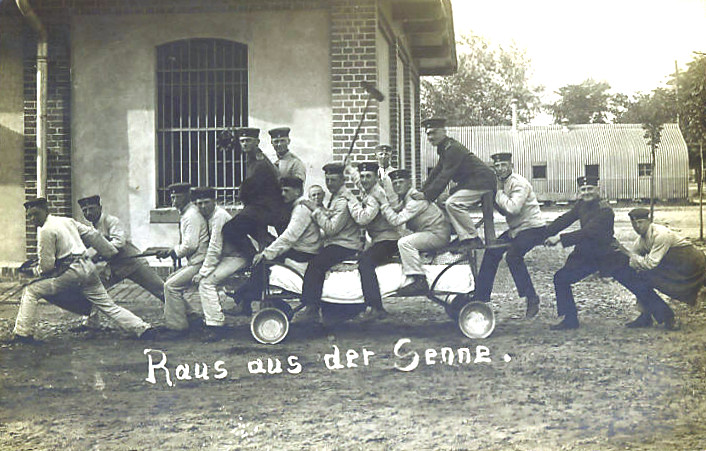
Ansichtskarte 1912

Die Altlasten des Truppenübungsplatzgeländes wurde im Rahmen einer Erkundung von öffentlich bestellten, vereidigten Sachverständigen dokumentiert. Die Präsentation der Ergebnisse erfolgte am 21. Juni 2017 beim Ausschuss für Natur, Umwelt und Klimaschutz des Kreises Paderborn. Danach sind weiträumige Bereiche mit großer Sicherheit kampfmittelbelastet und an weiteren Stellen Kontaminationen mit anderen Altlasten zu erwarten. Seit Nutzungsbeginn im 17. Jahrhundert wurde auf dem Areal keine systematische Kampfmittelräumung durchgeführt. Nach Dokumentationen der britischen Streitkräfte aus dem 21. Jahrhundert gilt der gesamte Bereich des Truppenübungsplatzes als mit „extremen Gefahren“ belastet, was ein strenges Zugangsverbot begründet.